# Тарчинець Василь Федорович
Тарчине́ць Васи́ль Фе́дорович (нар. 2 січня 1948, с. Рекіти, Закарпатська область) — український письменник, військовий журналіст і громадський діяч. Заслужений журналіст України, полковник Збройних Сил України у відставці, генерал-лейтенант Козацтва України — ветеран Збройних Сил України та журналістики, головний редактор загальнодержавного журналу для дітей та юнацтва «Країна талантів», ректор МАЛіЖу.

## Біографія
Василь Федорович Тарчинець народився 2 січня 1948 року в гірському селі Рекіти Міжгірського району Закарпатської області у селянській багатодітній сім'ї, в якій виховувалось ще дві сестри — Марія і Калина та чотири брати — Іван, Михайло, Федір та Юрій. Початкову школу відвідував у рідному селі Рекіти, потім навчався у сусідньому селі Лісковець, де закінчив 8 класів (1957—1964 роки). Середню освіту здобував у Голятинській середній школі у 1964—1966 роках.
У 1966—1968 роках працював інструктором-екскурсоводом на Міжгірській туристичній базі «Карпати», водночас на громадських засадах — диктором районного радіомовлення «Говорить Міжгір'я».
У жовтні 1968 році Василя Тарчинця призвали на строкову військову службу, у м. Дніпродзержинськ, де він спочатку навчався в школі молодших авіаційних спеціалістів і здобув фах механіка з озброєння літаків-винищувачів «МіГ-17», «МіГ-19» та «МіГ-21». Згодом служив за Полярним колом у Карелії, авіаполку протиповітряної оборони.
Василю Тарчинцю, як військору армійської газети «Часовой Севера» поталанило на зустріч із легендарним пілотом Олексієм Маресьевим та автором документальної повісті про нього «Повесть о настоящем человеке» Борисом Польовим.
У 1975 році Василь Тарчинець закінчив факультет журналістики Львівського вищого військового училища, куди поступив у 1970 році. Одержав скерування до дивізійної газети групи військ у Польщі. Потім працював у груповій газеті, у м. Легниці, біля двох років знаходився, як тоді говорили, — на передовій. Служив у Забайкаллі в редакції окружної газети (м. Читі), пізніше у Німеччині (м. Потсдам). У званні майора повернувся до Прикарпаття — до редакції окружної газети, м. Львів.
У перші дні створення Збройних Сил України працював старшим офіцером прес-центру Прикарпатського військового округу, згодом начальником згаданого прес-центру і водночас — прес-секретарем командувача військами ПрикВО, потім Західного оперативного командування. У складі робочої групи, яку очолював перший Міністр оборони України генерал-полковник Костянтин Морозов, брав участь у створенні проектів нових Статутів Збройних Сил України, водночас був членом комісії з упровадження форменого одягу військовослужбовців Збройних Сил України, багато зробив для упорядкування інформаційного простору Міністерства оборони України. Василь Тарчинець був першим начальником прес-центру Прикарпатського військового округу.
Важливе місце у житті письменника займає його миротворча діяльність. У 1996 році на двосторонніх комп'ютерних навчаннях «Щит миру ІІ», що проводились за програмою «Партнерство заради миру» у Сполучених Штатах Америки (штат Канзас), одержав сертифікат керівника інформаційної служби об'єднаних міжнародних структур.
У 1998 році з посади керівника прес-служби Західного оперативного командування — прес-секретаря командувача ЗахОК звільнився у відставку. З цього часу займається громадсько-творчою діяльністю: є головним редактором суспільно-правничої газети «Акцент» та літературно-мистецького журналу для дітей на юнацтва «Країна талантів», керівником громадської організації — ректором Малої Академії літератури і журналістики.
Василь Тарчинець одружений. Його дружина Валентина — викладач музики класичного фортепіано, вчитель-методист, син Мар'ян — лікар-уролог, кандидат медичних наук, його дружина Ольга — лікар-фармацевт, внук Владислав.
Василь Тарчинець займається гірськолижним спортом, захоплюється фотографією та туризмом.

## Творчість
Змалечку Василь тягнувся до книг. Але найбільше любив писати замітки до районної та юнацьких газет. Першу опублікував, коли вчився в третьому класі. Василь активно відвідував літературну студію «Едельвейс», яку заснували у Міжгір'ї талановиті літератори — Петро Скунць та Василь Кохан.
Василь Тарчинець був призером багатьох літературних конкурсів не тільки на Закарпатті, але й далеко за його межами. За скеруванням газети «Зірка» він був учасником першого зльоту юних кореспондентів України від областей Західного регіону.
Василь Федорович Тарчинець автор чотирнадцяти книг — «Вартові незалежності» (1997), «Місія миру» (1997), «Село у підніжжі Кичери», (2003), шести повістей — «Кредо життя» (2002), «Нас кличе Україна» (2002), «Стерня Кашицького» (2003), «Полковник із Ясіня», (2003), «Державна служба охорони Львівщини» (2003), «Одна у всіх нас Україна» (2004). Він є співавтором двосерійного художньо-документального відеофільму «Ти поклич нас тільки Україно» (1997), «Кепа», оповідання для дітей, (2005), «Дарувати людям радість», (2007), «Автографи військових проектників» (2008), «Архітектор зі Звинигородщини» (2008). «Зірка Героя Володимира Ковалика»(2011), « Про службу міліцейську, і не тільки» — співавтор (2011), "Скарби науки і творчості Лідії Шевело(Худаш Л. С.) і Михайла Худаша, «Почесний академік Лідія Шевело» (2017).
2021 року у львівському видавництві «Папуга» вийшла друком книга Василя Тарчинця «Життєві перехрестя» — художньо-публіцистична документальна розповідь. До книги увійшли оповідання, повість, Новели, дорожні нариси, гумор. Передмову до книги «Доля під сузір'ям» написав Андрій Дурунда, а післямову «Талант, що виховує таланти» — Василь Кузан.
Готові до друку книги «Палаючі Балкани», «Удар із повітр'я по своїм», «Катунська доля», автобіографічна — «Василько і Шатникова Кичера».
Василь Тарчинець учасник бойових дій — свідок війни на Балканах, про яку він підготував до друку книгу «На чужій війні українські серця зігрівають палаючі Балкани». У книзі «Удар з повітря по своїм» описані переживання автора після Скнилівської трагедії.
Про все побачене і пережите разом з українськими миротворцями на Балканах, Василь Тарчинець розповів також у кількох теле- і радіопрограмах, у нарисах та репортажах. У підготовленій до друку книзі «Біль серця мого», письменник розповідає про трагічні події у колишній Югославії, про повені на Закарпатті та буревій на Волині, а також подає маловідомі сторінки перших днів формування молодого Українського війська.

## Громадська діяльність
З ініціативи Василя Тарчинця 9 серпня 2002 року засновано Малу академію літератури й журналістики і на громадських засадах він є її ректором. Відділення МАЛіЖ успішно діють у Закарпатській, Львівській, Тернопільській, Рівненській, Хмельницькій, Волинській, Івано-Франківській, Житомирській, Київській, Одеській, Полтавській, Миколаївській областях, в Польщі, США, Франції, Азербайджані, Канаді, Чехії і Словаччині, інших країнах. Особливу турботу виявляє Василь Федорович до дітей сиріт та напівсиріт, що є слухачами МАЛіЖ з дистанційною формою навчання. Завдяки залученим спонсорам, у газеті «Акцент», окремим додатком упродовж двох років виходила газета «Мала Академія», у червні 2003 року офіційно зареєстроване літературно-мистецьке видання журнал-газета для школярів «Сузір'я», заснована «Бібліотечка МАЛіЖ», у якій друкуються колективні збірки молодих літераторів з прозовими та поетичними творами. За його проектом побачила світ перша книга юних письменників «Рекітське сузір'я». Василь Тарчинець ініціатор та засновник Міжнародного фестивалю юних поетів і прозаїків, журналістів, митців фото і малюнку, авторської пісні та літературно-мистецьких композицій «Рекітське сузір'я». З метою зміцнення миру Василь Тарчинець вперше запропонував видання газети «Сузір'я» змішаними мовами.
Василь Тарчинець — член Спілки журналістів Азербайджану.

## Відзнаки
Указом Президента України № 462 від 22 листопада 1997 р. «За вагомі здобутки у професійній і службовій діяльності» Василю Тарчинцю присвоєно почесне звання «Заслужений журналіст України». Також він нагороджений відзнакою Закарпатської обласної ради та Закарпатської державної адміністрації «За розвиток регіону» № 273 від 9 січня 2013 р.
За серію підготовлених матеріалів та книг героїко-патріотичного виховання (2002 р.) відзначений літературною премією «Гілка золотого каштана», а у 2007 році його п'ять книг «Кредо життя», «Стерня Кашицького», «Полковник із Ясіня», «Село у підніжжі Кичери», «Кепа» відзначені Міжнародною літературною премією імені Олександра Фадєєва із врученням Золотої медалі. За дві книги «Полковник із Ясіня», «Дарувати людям радість» їх автор удостоєний диплому лауреата літературного об'єднання письменників Бойківщини.
За видатні заслуги перед Україною та активну громадську діяльність і з нагоди 70-річчя з Дня народження отримав найвищу нагороду Міжнародної асоціації «Козацтво» — почесне звання Героя Українського Козацтва.